# 달걀 국수

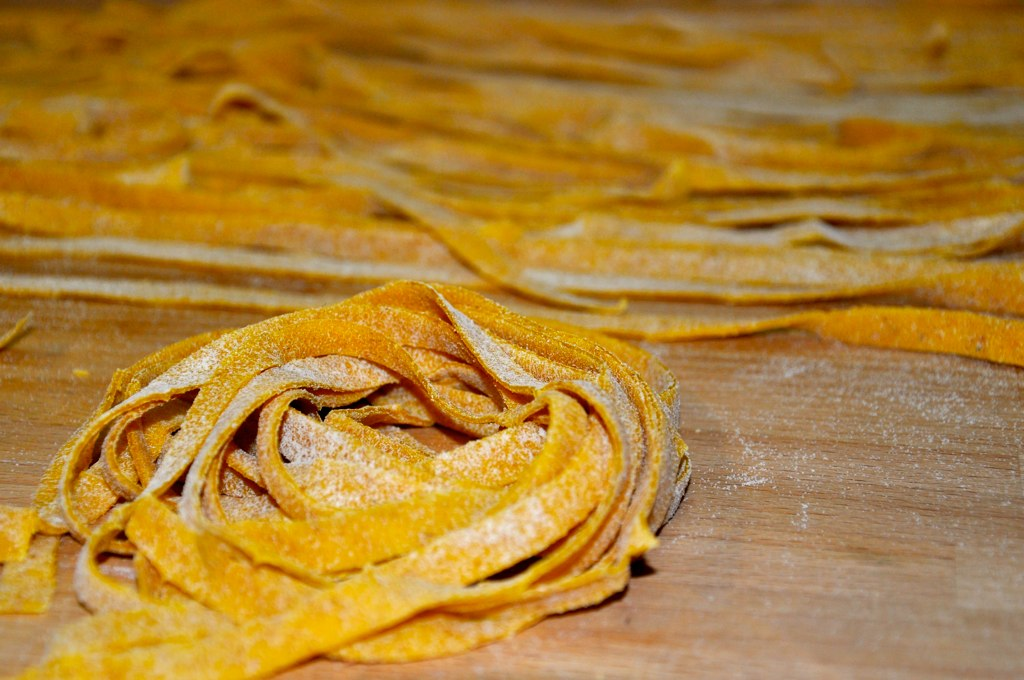
탈리아텔레

달걀 국수는 달걀을 넣어 만든 국수이다. 달걀면(--麵), 계란 국수(鷄卵--), 계란면(鷄卵麵)으로도 부른다.

## 사진

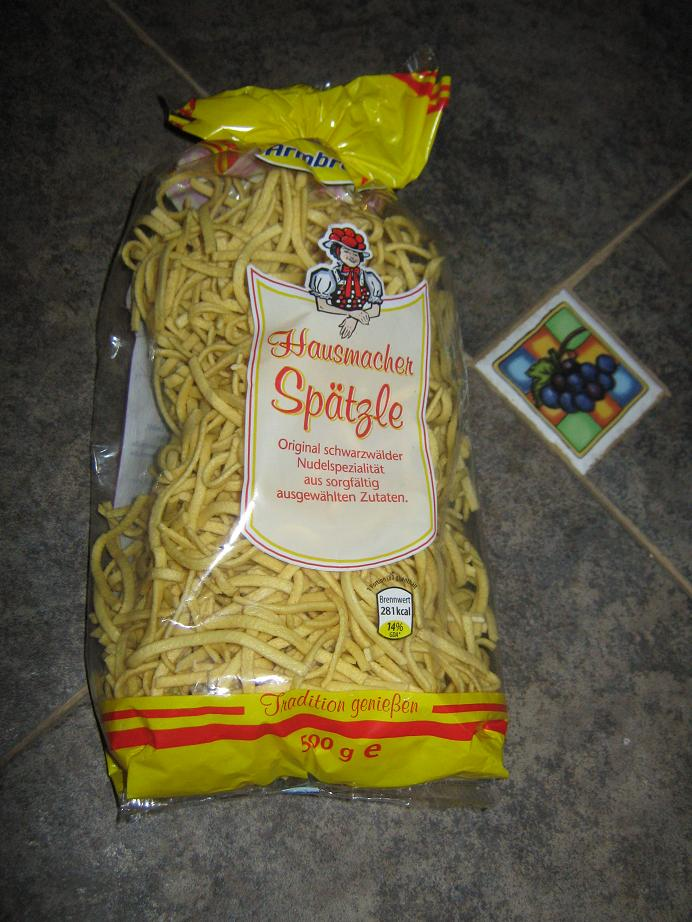
슈페츨레
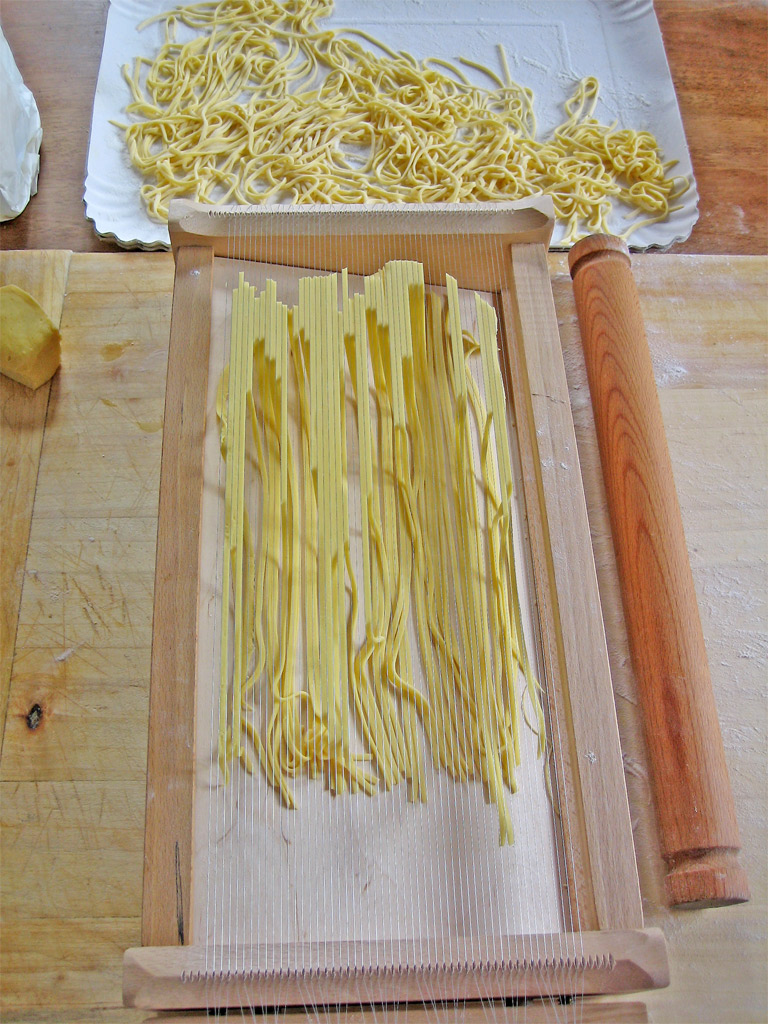
스파게티 알라 키타라
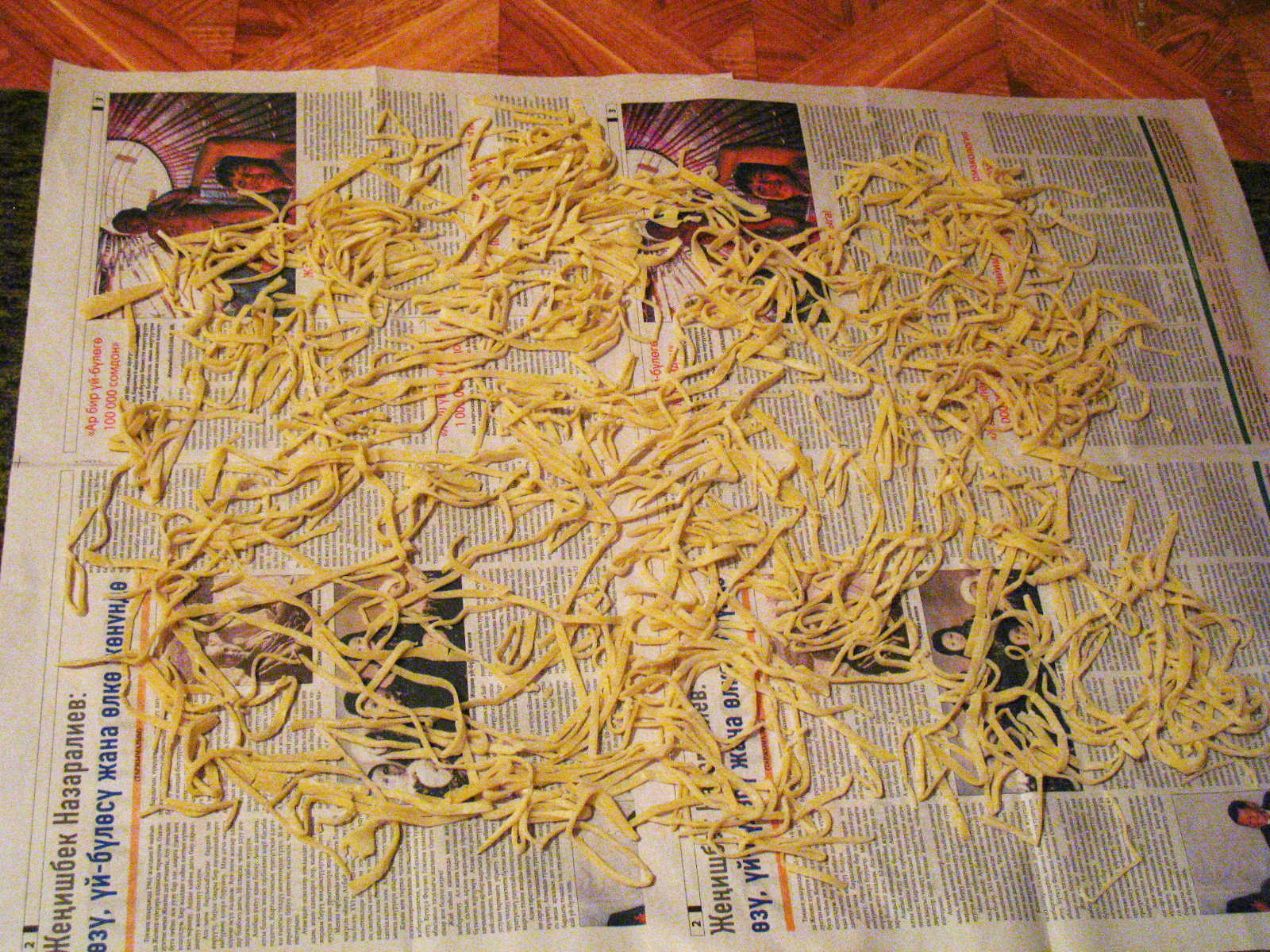
에리슈테
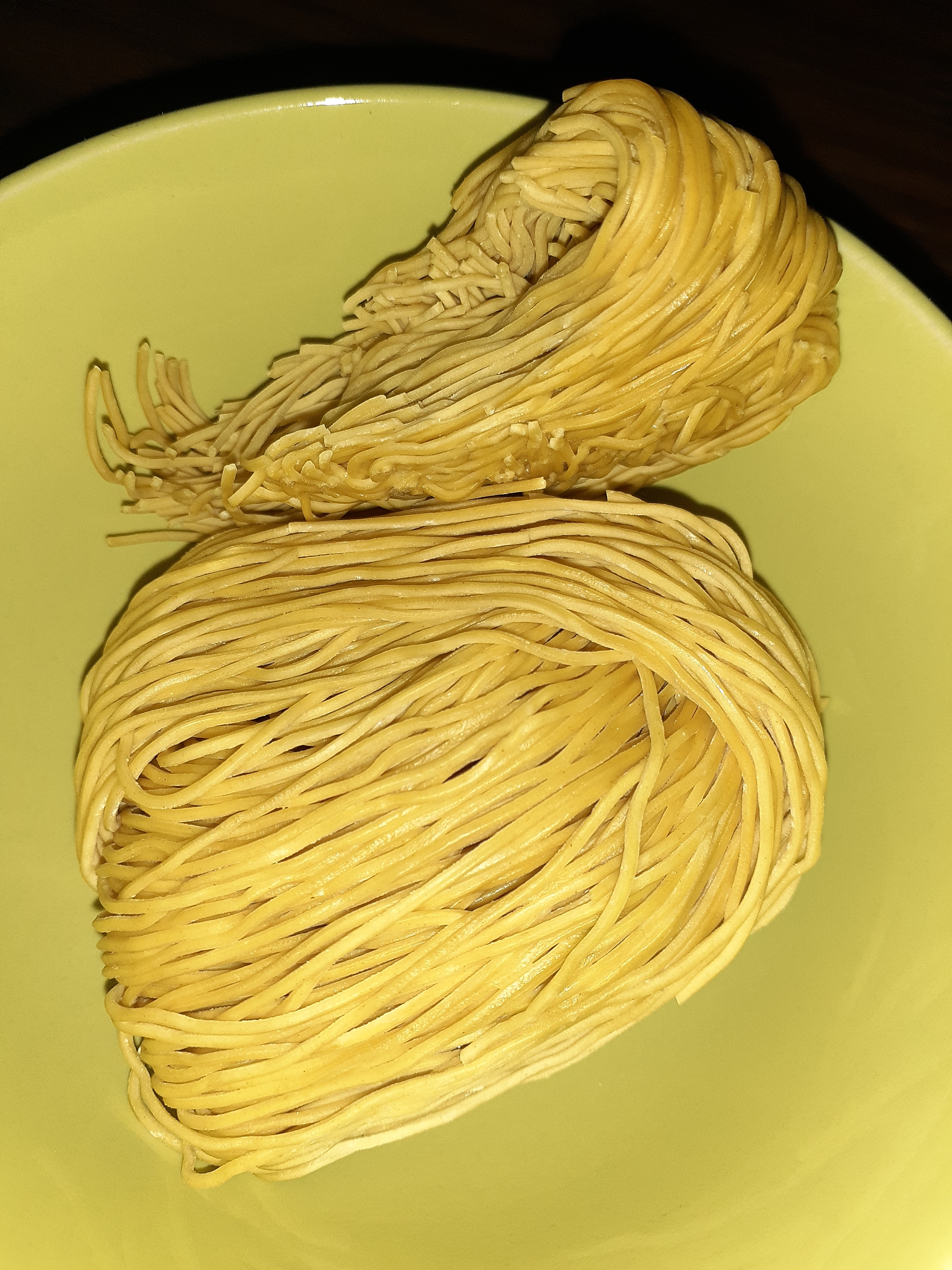
췬단민
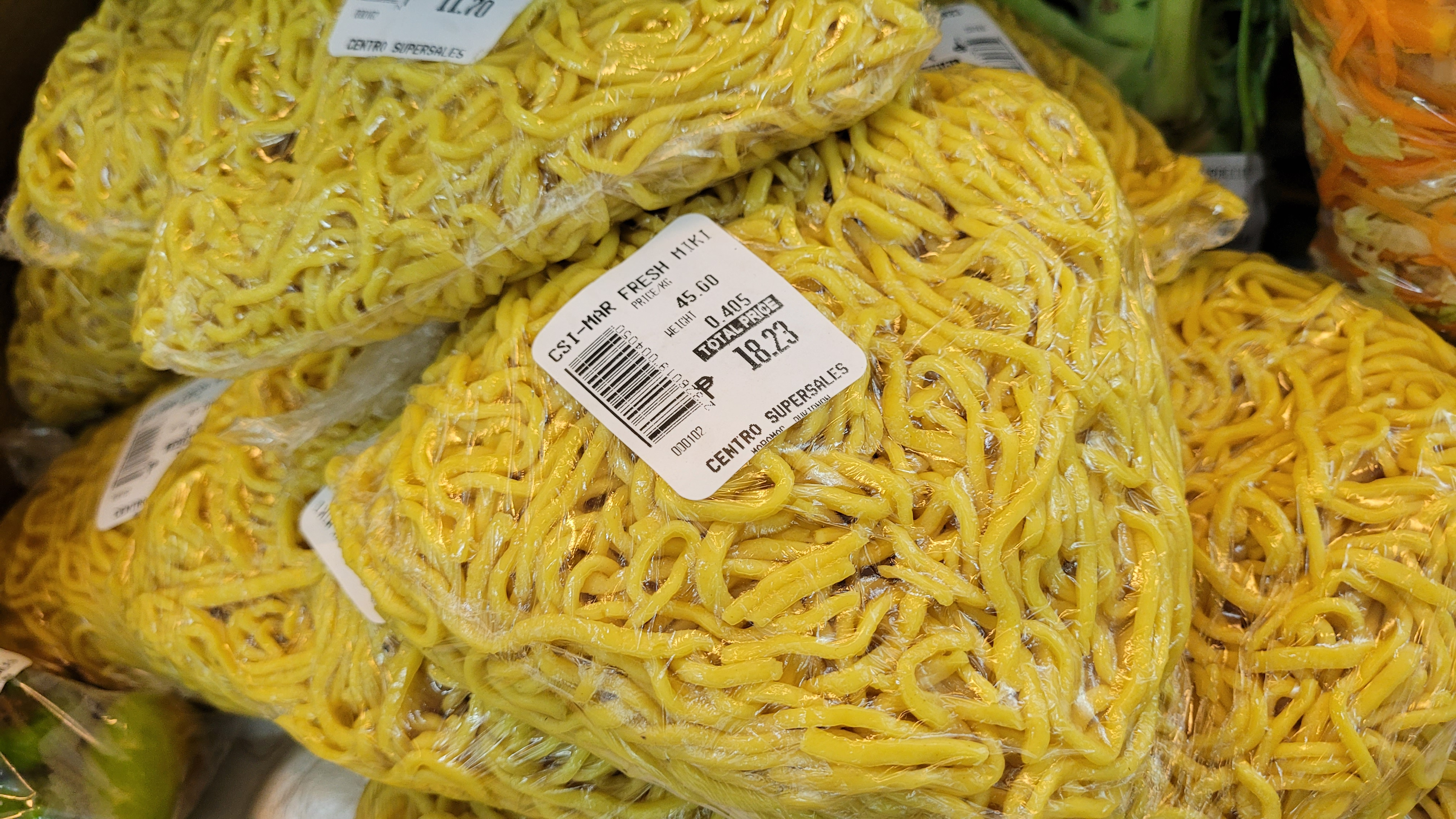
판싯 미키
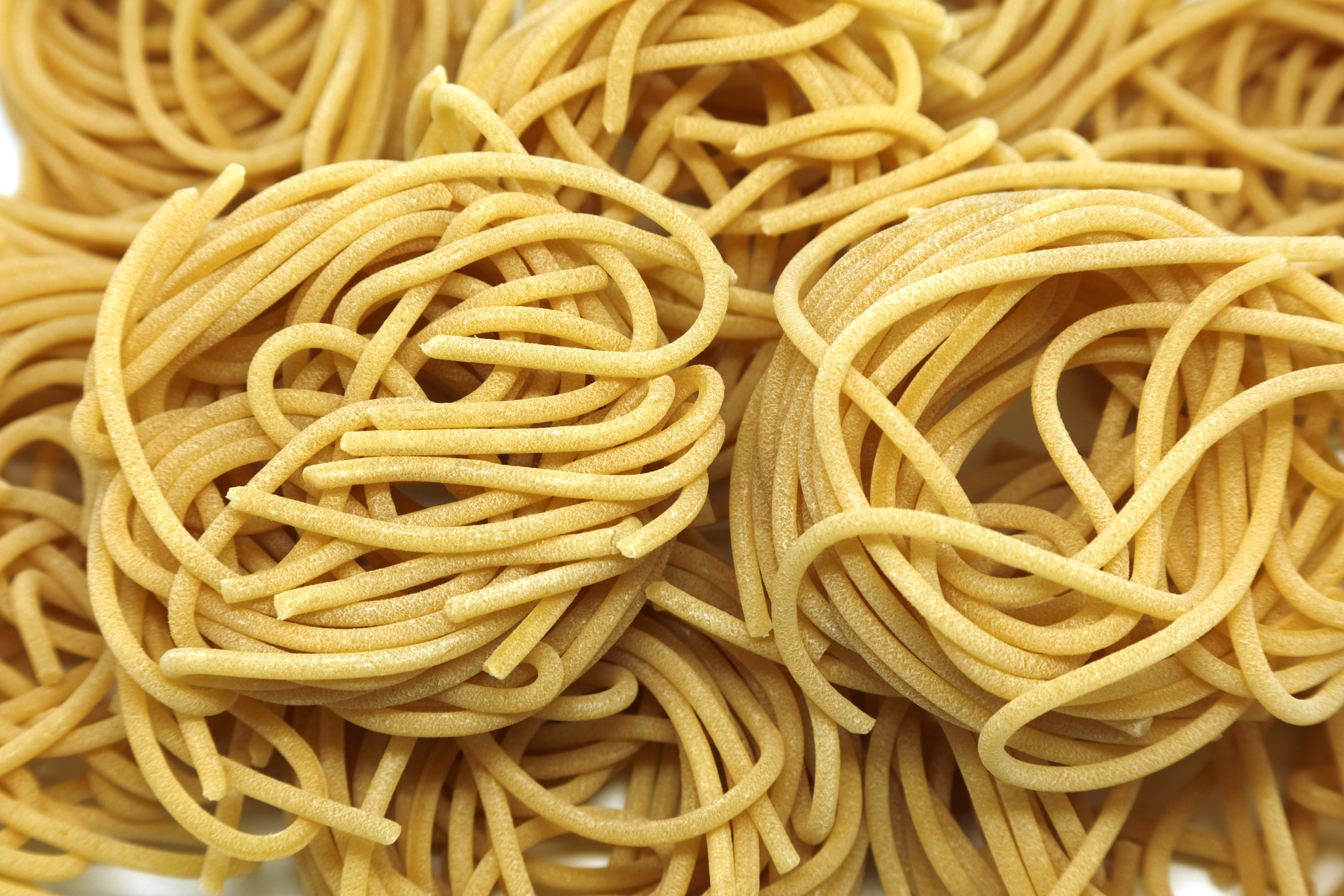
피치

## 같이 보기
- 달걀 파스타